# Масленніков Володимир Анатолійович
Володимир Анатолійович Масленніков (рос. Владимир Анатольевич Масленников, нар. 17 серпня 1994, Лісний, Свердловська область, Росія) — російський стрілець, бронзовий призер Олімпійських ігор 2016 року.

## Виступи на Олімпіадах
| Олімпіада           | Дисципліна                       | Місце |
| ------------------- | -------------------------------- | ----- |
| Ріо-де-Жанейро 2016 | пневматична гвинтівка, 10 метрів | 3     |

## Державні нагороди
- Медаль ордена «За заслуги перед Вітчизною» II ступеня (25 серпня 2016 року) — за високі спортивні досягнення на Іграх XXXI Олімпіади 2016 року в місті Ріо-де-Жанейро (Бразилія), виявлені волю до перемоги та цілеспрямованість[1].

## Зовнішні посилання
- Володимир Масленніков — олімпійська статистика на сайті Sports-Reference.com (англ.) (архівна версія)